# Dirachma
Dirachmaceae là một họ thực vật, chỉ chứa một chi duy nhất là Dirachma. Chi này hiện tại đã biết là có 2 loài cây bụi, bao gồm Dirachma socotrana tại đảo Socotra và Dirachma somalensis tại Somalia.
Hai loài trong họ Dirachmaceae là các cây bụi có thể nhận ra bởi các lá nhỏ, khía răng cưa với các lá kèm hình dùi; các lá kèm này nằm dọc thân cây và lâu rụng. Hoa có đài phụ và tương đối lớn, các nhị mọc đối diện cánh hoa và có chỉ nhị hướng ngoài. Quả nang rậm lông bên trong. Các hoa đơn độc có thể là cụm hoa hình xim thoái hóa. "Hypanthium" (đế hoa) được miêu tả là phát triển giữa các lá đài và cánh hoa.